# Depot II von Mříč
Das Depot II von Mříč (auch Hortfund II von Mříč) ist ein Depotfund der frühbronzezeitlichen Aunjetitzer Kultur aus Mříč, einem Ortsteil von Křemže im Jihočeský kraj, Tschechien. Es datiert in die Zeit zwischen 2000 und 1800 v. Chr. Das Depot befindet sich heute im Südböhmischen Museum in Budweis.

## Fundgeschichte
Das Depot wurde im September 1960 südöstlich von Mříč am Nordhang der spornartigen Anhöhe Dívčí Kámen oberhalb der Mündung des Křemžský potok in die Moldau entdeckt. Es lag in einer Tiefe von 40–50 cm. Nur wenig südlich war bereits 1946 ein weiteres Depot der Aunjetitzer Kultur gefunden worden.

## Zusammensetzung
Das Depot war in einem Keramikgefäß niedergelegt worden, das von einem „Dach“ aus zwei Steinen geschützt war. In dem Gefäß befanden sich vier Bronzegegenstände (ein in zwei Stücke zerbrochenes Absatzbeil, das Nackenbruchstück eines weiteren Absatzbeils und zwei niedrige gerippte Armmanschetten) sowie mindestens 250 Bernstein-Perlen. Die Perlen haben einen linsenförmigen Querschnitt und sind von unterschiedlicher Größe. Die kleinsten haben eine Dicke von 4 mm und einen Durchmesser von 6–7 mm, die größten haben eine Dicke von 22 mm und einen Durchmesser von 34 mm. Von dem Keramikgefäß ist nur der Hals erhalten.